# 选将营乡
选将营乡，是中华人民共和国河北省承德市丰宁满族自治县下辖的一个乡镇级行政单位。

## 行政区划
选将营乡下辖以下地区：
选将营村、松木沟村、杨树底下村、化吉营村、二道营村、三道营村、娘娘庙村、偏道子村、郎栅子村和经堂村。